# Ghost in the Shell (film 1995)
Ghost in the Shell (攻殻機動隊?, Kōkaku kidōtai, lett. "Lo spirito nel guscio - Squadra antisommossa") è un film d'animazione del 1995 diretto da Mamoru Oshii.
Il soggetto è basato sul manga omonimo di Masamune Shirow, adattato da Kazunori Itō, già collaboratore di Oshii. Tra le voci originali figurano quelle di Atsuko Tanaka, Akio Ōtsuka e Iemasa Kayumi. È una co-produzione internazionale tra Giappone e Regno Unito, prodotta esecutivamente da Kōdansha, Bandai, Manga Entertainment e animata dalla Production I.G.
Il film è ambientato nel 2029 a Tokyo, dove il cyborg e agente di sicurezza Motoko Kusanagi è alla caccia del misterioso hacker chiamato "Burattinaio". La narrazione comprende tematiche filosofiche che si focalizzano sull'identità dell'Io in un mondo tecnologicamente avanzato. La colonna sonora è stata composta da Kenji Kawai e include del canto in giapponese classico; le immagini della pellicola sono state create utilizzando un misto tra rodovetro e CGI.
Il film ha ricevuto recensioni positive da parte della critica specializzata, che ne hanno elogiato la trama, gli effetti speciali e le musiche. Inizialmente si presentò come un fallimento al botteghino; tuttavia, la distribuzione in home video ha consentito la formazione di una notevole fanbase. Ad oggi, è considerato tra i migliori film d'animazione giapponese e fantascientifici di tutti i tempi. Ha ispirato registi come le sorelle Lana e Lilly Wachowski, creatrici della saga di Matrix, e James Cameron, che lo ha descritto come «il primo film d'animazione realmente adulto a raggiungere un livello di eccellenza letteraria e visiva».
Distribuito in Giappone da Shochiku, il film ha avuto un seguito nel 2004 intitolato Ghost in the Shell 2 - Innocence, etichettato come lavoro separato e sequel non-canonico. Nel 2008 la pellicola originale è stata sottoposta ad un profondo restyling, con largo uso della computer grafica, e ripubblicata con il titolo Ghost in the Shell 2.0.

## Trama
Tokyo, 2029: il mondo è completamente informatizzato, gran parte della popolazione del pianeta è composta da individui che hanno impianti cibernetici o che sono dei robot completi, e le varie nazioni sono ancora in lotta tra di loro. Il cyborg Motoko Kusanagi (membro della Sezione 9 della polizia) è intento a spiare un diplomatico estero impegnato nel tentativo di assumere un ingegnere per rimediare al bug del Progetto 2501. Ma la polizia irrompe nell'edificio e, di fronte al rifiuto dell'ufficiale estero di riconsegnare l'ingegnere, Kusanagi, provvista di mimetica termo-ottica, uccide il sequestratore e scompare senza lasciare traccia.
Nella scena successiva, il capo della Sezione 9, Daisuke Aramaki, conversa con un ufficiale riguardo agli ingegneri in attesa di ricevere asilo politico. Lo sviluppo degli eventi si sposta quindi sull'elemento chiave del film, il misterioso "Burattinaio", un hacker dalle fattezze sconosciute responsabile dell'attacco al cervello cibernetico dell'interprete di un ministro del governo. Ma proprio grazie a questo attacco la Sezione 9 riesce a localizzarne il segnale d'origine.
L'hacker fonte del segnale si rivela essere un netturbino che vuole rovinare la vita della ex-moglie per punirla di averlo lasciato e di avergli impedito di vedere sua figlia. Spiega anche, al suo compagno di lavoro, che è stato uno sconosciuto ad avergli insegnato come fare. Batou e Ishikawa (due membri della Sezione 9) arrivano al terminale di hacking troppo tardi ma, grazie alla fortuita collaborazione di un condomino della zona, individuano nel netturbino l'origine del problema. Colto in flagrante, quest'ultimo raggiunge la persona che l'aveva aiutato nell'operazione di hacking la quale, a sua volta, rifiuterà di farsi arrestare scaricando un intero caricatore di proiettili ad alta velocità sul camion dei rifiuti e sull'automobile di Batou. Dopo una lunga caccia nel mercato e nei quartieri di New Port City, Kusanagi e Batou riescono ad arrestarlo.
Si scopre che l'uomo ha subito a sua volta un hacking al cervello e, nonostante gli fosse chiara la missione da svolgere, non conosce la propria identità: è un'altra marionetta controllata dal Burattinaio. L'interrogatorio del netturbino rende noto che anch'egli è stato vittima di una forte manipolazione mentale: gli erano stati implementati dei ricordi fittizi poiché non sapeva realmente cosa stava facendo e non era nemmeno mai stato sposato.
La notte seguente, nella sede della Megatech, azienda leader nella produzione di corpi artificiali nonché fornitrice della Sezione 9 di polizia, i macchinari responsabili della produzione si attivano autonomamente e cominciano a creare un corpo cibernetico femminile che, acquistata vita propria, fugge dall'edificio e si fa investire da un camion subendo ingenti danni. Portato alla Sezione 9, viene analizzato per individuare le cause dell'attivazione autonoma e si scopre che non possiede una sola cellula biologica (è completamente robotico) ma pare essere dotato di uno spirito (ghost), capacità di pensare propria dei cervelli umani. Kusanagi esprime la propria volontà di "immergersi" nel corpo per contattare il suo ghost, ma in privato con Batou, mostra come i suoi dubbi sulla reale autenticità dei cyborg siano in continuo aumento.
Poco dopo, Nakamura, della Sezione 6 (il Ministero degli affari esteri) e un ufficiale di nome Willis raggiungono l'edificio dove risiede il corpo artificiale appena trovato e ne rivendicano la proprietà. Aramaki e Nakamura discutono sul lato burocratico del ritrovamento mentre Willis, dopo una breve verifica, conferma come lo spirito individuato all'interno del cyborg sia una creazione del Burattinaio. Nakamura afferma che la Sezione 6 stava lavorando da diverso tempo alla sua caccia e che, ora, è riuscita a rinchiuderne il ghost all'interno di questo corpo dalle fattezze femminili, nel frattempo parzialmente disassemblato.
Tuttavia, l'organismo inerme acquisisce improvvisamente il controllo dell'edificio e comincia a parlare: afferma di non aver mai posseduto un corpo poiché trattasi di un software informatico divenuto autocosciente e desideroso di ottenere asilo politico dalla Sezione 9 dato che in Giappone non esiste la pena di morte. Nakamura risponde che un programma di autoconservazione come lui non può fare richieste del genere ma il Burattinaio replica con l'incontrovertibile tesi secondo la quale anche l'umanità è una forma di autoconservazione i cui dati mnemonici, i geni, vengono trasmessi al prossimo attraverso il DNA. Allo stesso modo, accusa gli esseri umani di aver sottovalutato l'applicazione della tecnologia informatica ai sistemi di memoria e poiché la scienza allo stato attuale non può fornire un'adeguata definizione del concetto di vita, lui, in quanto essere cosciente e senziente, ha il diritto di ricevere asilo politico. In seguito ad una domanda di Aramaki, se fosse una forma di IA, il Burattinaio risponde di chiamarsi col nome in codice Progetto 2501, generatosi dal mare informatico. Afferma inoltre di aver deciso autonomamente di entrare nel corpo in cui si trova per oltrepassare le barriere reattive della Sezione 6, come atto di libero arbitrio.
Mentre Nakamura e Aramaki parlano con il Burattinaio, Togusa nota qualcosa di strano riguardo all'arrivo in automobile di Nakamura e Willis nell'edificio. Attraverso i sensori di pressione del parcheggio, scopre che con loro vi sono due ufficiali provvisti di mimetica termo-ottica. Contemporaneamente, questi ultimi si rivelano e, distraendo il personale di polizia con delle granate fumogene, rapiscono il corpo del famoso hacker e fuggono in automobile ma, durante la fuga, Togusa riesce a installare sul loro veicolo un segnalatore di posizione satellitare. Batou si precipita all'inseguimento mentre Kusanagi prende un elicottero. Mentre Kusanagi e Aramaki discutono a distanza, si rendono conto che la Sezione 6 è evidentemente coinvolta nel rapimento. Nakamura non riesce però a spiegarsi perché il Burattinaio abbia voluto raggiungere la Sezione 9.
Nella scena successiva, Ishikawa aggiorna Aramaki sull'esito delle sue indagini: a quanto pare, il Progetto 2501 è nato prima della comparsa del Burattinaio nonostante si fosse affermato che il Progetto 2501 venne creato proprio per catturare l'hacker. Ishikawa intuisce che, forse, il Burattinaio è uno strumento creato dalla Sezione 6 per svolgere i "lavori sporchi". Quello andato in scena non sarebbe quindi un tentativo di cattura bensì una missione di recupero di una loro risorsa. E la fuga un espediente per impedire a tale software, divenuto autocosciente, di parlare e quindi innescare un gravissimo incidente diplomatico. Poco dopo, i fuggitivi si imbattono in un'altra vettura e, dopo qualche attimo, ripartono entrambe in direzioni differenti. Batou segue la seconda auto mentre Kusanagi sceglie di pedinare la prima. La seconda si rivela poi essere uno specchietto per le allodole e Batou riparte immediatamente alla volta del maggiore.
Prima di ripartire, ordina a Togusa di chiamare rinforzi per Kusanagi con sentito stupore dello stesso Togusa, non abituato a vedere il maggiore in difficoltà. La vettura in fuga si ferma all'interno di un edificio abbandonato. Lì, Kusanagi si imbatte in una versione più grande e potente di un Fuchikoma (carro armato mobile), programmata per proteggere il Burattinaio. Le armi a misura d'uomo del maggiore si rivelano inutili, si vede quindi costretta a nascondersi fino all'esaurimento delle munizioni del nemico. Dopodiché, attiva la propria mimetica termo-ottica e prova ad aprire il portellone del carrarmato. Ma il suo corpo artificiale non resiste allo sforzo e si spezza in più parti. Grazie al tempestivo arrivo di Batou (provvisto di lanciarazzi) il Fuchikoma viene reso inoffensivo prima che possa distruggere il cranio del maggiore.
Recuperato l'ancora integro corpo del Burattinaio, Kusanagi decide di immergervisi immediatamente; sarà Batou ad occuparsi della connessione fisica tra i due. Avvenuto il collegamento, l'hacker si presenta ripetendo ciò che aveva già anticipato a Nakamura e confermando le intuizioni di Ishikawa: egli è il Progetto 2501, il programma responsabile della manipolazione di numerosi "ghost" manomessi per l'interesse personale delle società che lo gestivano, divenuto una forma di intelligenza autocosciente in seguito ad una delle tante operazioni di "ghost hacking". Ma i suoi creatori hanno ritenuto questo inaspettato sviluppo un bug di programmazione e hanno cercato di isolarlo all'interno di un corpo fisico. Nel proseguire con la spiegazione, rivela che ha voluto raggiungere la Sezione 9 al solo scopo di entrare in contatto con Kusanagi la cui esistenza gli era nota grazie alle numerose tracce che il maggiore aveva lasciato durante le sue operazioni di hacking. Il Burattinaio si dice inoltre incompleto come forma di vita poiché privo di due delle caratteristiche di base comuni a tutti gli esseri viventi: la possibilità di morire e la capacità di riprodursi. Kusanagi gli ricorda che è comunque in grado di duplicarsi infinite volte ma l'hacker ben sa come una copia sia soltanto una copia, non solo facilmente vulnerabile all'attacco di un singolo virus ma anche priva del carattere evolutivo: la vita si perpetua tramite la diversità e l'originalità, anche sacrificando parti del sistema pur di sopperire ai difetti di un sistema rigido.
Il Burattinaio esprime quindi il desiderio di unire il proprio spirito con quello di Kusanagi al fine di morire e dare origine ad una nuova, evoluta, singola entità. Impossibilitato a monitorarne il dialogo, Batou tenta di disconnetterli ma il Burattinaio lo hackera, impedendogli di muoversi. Intanto, gli elicotteri armati della Sezione 6, inviati per eliminare il Burattinaio e Kusanagi, raggiungono l'edificio. Batou vede i laser dei fucili di precisione puntati su entrambi i loro corpi ma i cecchini non sono in grado di sparare a causa del tempestivo hacking del Burattinaio.
Il maggiore e il Burattinaio continuano a parlare riguardo all'unione e Kusanagi chiede di quali garanzie può disporre per essere sicura che rimarrà ancora se stessa a fusione avvenuta. Ma l'hacker chiarisce immediatamente come non ci siano sicurezze in tal senso e come, in ogni caso, sia proprio questo forte attaccamento alla sua identità attuale a limitarla e ad impedirle di espandersi come vorrebbe. Kusanagi chiede infine perché sia stata scelta proprio lei come secondo elemento dell'unione ed egli risponde che sono entrambi simili, come un corpo solido e la sua immagine riflessa, divisi da uno specchio, e, anche se l'unico a trarre vantaggio dall'operazione potrebbe sembrare proprio lui, fa considerare al maggiore come la rete a cui è collegato sia estremamente vasta e in grado di fornire al nuovo essere un potere e una libertà d'azione praticamente infiniti. Con benestare di entrambi, quindi, la fusione avviene e, nell'istante immediatamente successivo, non più controllati dal Burattinaio, i cecchini aprono il fuoco e Batou può tornare a muoversi, impedendo che la testa di Kusanagi venga colpita, deviando il proiettile con il braccio.
Persi i sensi dopo l'unione con il Burattinaio, Kusanagi, dopo diverso tempo, torna cosciente e si ritrova nella tranquilla casa di Batou all'interno di un corpo di bambina. Batou le spiega che quel corpo è l'unico che è riuscito a trovare sul mercato nero e che il Ministro degli Esteri si è dimesso in seguito alle accuse di cospirazione. La bambina decide di andarsene ma prima conferma al cyberpoliziotto che lei non è più il maggiore conosciuto come Motoko Kusanagi o l'hacker noto come il Burattinaio bensì un nuovo essere. Batou le offre una delle sue automobili e, insieme, si accordano sulla parola d'ordine che, quando in futuro si rincontreranno, utilizzeranno come mezzo di riconoscimento: "2501". Lasciatisi da buoni amici, la nuova nata rivolge lo sguardo verso la città e, con visibile orgoglio dipinto sul volto, si chiede:

## Colonna sonora
La colonna sonora è stata composta da Kenji Kawai ed è formata dai seguenti brani:
1. M01 I - Making of Cyborg
2. M02 Ghosthack
3. Exm Puppetmaster
4. M04 Virtual Crime
5. M05 II - Ghost City
6. M06 Access
7. M07 Nightstalker
8. M08 Floating Museum
9. M09 Ghostdive
10. M10 III - Reincarnation
11. See You Everyday (traccia bonus)

See you everyday è molto differente dagli altri brani, è una canzone pop cantata in cantonese da Fang Ka Wing. Nel film, la si può ascoltare durante la sequenza del mercato di New Port City mentre Batou è alla ricerca del criminale il cui "ghost" è stato manomesso dal Burattinaio.
Il brano di chiusura One Minute Warning, che si ascolta durante i titoli di coda delle versioni create partendo dall'edizione americana della Manga Video - come quella italiana -, non è presente nella colonna sonora originale in quanto è, invece, opera dei Passengers, nome sotto il quale si celano Brian Eno e gli U2, ed è stato pubblicato nell'album Original Soundtracks 1.

### Tema musicale principale (M01 I - Making of Cyborg)
Secondo le informazioni scritte sulla copertina del disco della colonna sonora, l'evocativo brano corale ascoltabile durante più sequenze del film è in realtà una marcia nuziale finalizzata all'esorcismo delle influenze negative. Kenji Kawai, inizialmente, voleva utilizzare dei cantanti di musica popolare bulgara ma, non avendone trovati, ha richiamato il coro giapponese con cui aveva già lavorato per l'anime Ranma ½. Il testo del brano è in un'antica forma di giapponese, il giapponese classico, mentre l'accompagnamento melodico unisce l'armonia della musica sia bulgara che tradizionale giapponese.

## Distribuzione

### Edizioni home video

#### VHS
Ghost in the Shell è stato originariamente importato in Italia negli anni novanta da Polygram Video per la distribuzione in formato VHS. Polygram Video, committente del doppiaggio italiano, ha però adattato i dialoghi utilizzando come base i copioni della versione inglese anziché quelli originali giapponesi causando quindi alcuni errori nei testi italiani tra cui, per citare il più noto, l'utilizzo del nome "Signore dei Pupazzi" al posto del più fedele "Burattinaio" o "Marionettista".

#### DVD

Copertina della prima edizione DVD italiana (versione standard) a cura di Panini Video

Nel 2005 i diritti del film sono stati rilevati da Panini Video per l'edizione DVD. L'editore ha mantenuto il vecchio doppiaggio Polygram Video aggiungendo al disco, oltre all'audio giapponese, sottotitoli italiani fedeli ai copioni originali. Il DVD è stato presentato in due versioni: Standard e Deluxe. Nella prima è presente il solo film, mentre nella seconda il disco è accompagnato da una cartolina promozionale, da un Making of di trenta minuti e dal trailer cinematografico.

#### Blu-ray
Il 31 ottobre 2012, la Dynit ha pubblicato in Blu-ray Ghost in the Shell e Ghost in the Shell 2.0 con un nuovo doppiaggio ed adattamento, ripristinando tra l'altro la corretta dicitura da "Signore dei Pupazzi" al più corretto "Burattinaio".

#### Ultra HD Blu-ray
Il 14 aprile 2021, per la collana 4Kult di Eagle Pictures, viene pubblicata la versione Ultra HD Blu-ray del film insieme ad una card numerata da collezione. Questa nuova edizione gode di un master video HDR in Dolby Vision e comprende entrambi i doppiaggi italiani, anche se per il ridoppiaggio Dynit viene utilizzata la traccia audio ottimizzata per la versione 2.0 della pellicola. Sono inoltre presenti i Blu-ray di Ghost in the Shell e Ghost in the Shell 2.0.

## Riconoscimenti
- 1997 – Festival internazionale del film fantastico di Gérardmer
  - Menzione speciale della giuria

## Influenza culturale
Ghost in the Shell ha avuto una notevole influenza sul film del 1999 Matrix, nel quale ci sono scene con esplicite citazioni alla pellicola. Quando le sorelle Lana e Lilly Wachowski presentarono Matrix ai loro produttori, dissero che avrebbero voluto rendere Ghost in the Shell un «film dal vivo», riprendendo molti elementi del film. Anche altri registi sono stati influenzati dalla pellicola, tra i quali Steven Spielberg, come evidenziato soprattutto dal film A.I. - Intelligenza artificiale, e ne contengono analogie la serie di Joss Whedon Dollhouse ed il film di fantascienza Il mondo dei replicanti. Il personaggio di Motoko Kusanagi ha inoltre contribuito a definire la percezione delle eroine anime all'estero.
Uno dei brani della colonna sonora è stato utilizzato dal due volte campione olimpico di pattinaggio Yuzuru Hanyu nello show di ambientazione fantascientifica Echoes of Life, incentrato sul significato della vita.